# 异秦皮素
异秦皮素（或称为5,6-二羟基-7-甲氧基香豆素）是一种有机化合物，分子式C11H8O5，属于香豆素类化合物，存在于一些拟芸香属（Haplophyllum）、鼠李属（Rhamnus）、天竺葵属（Pelargonium）植物物种中。